# Gunnera masafuerae
Gunnera masafuerae är en gunneraväxtart som beskrevs av Skottsberg. Gunnera masafuerae ingår i släktet gunneror, och familjen gunneraväxter. Inga underarter finns listade.